# Geringswalde
Geringswalde település Németországban, azon belül Szászország tartományban. Lakosainak száma 4166 fő (2023. december 31.). Geringswalde Colditz és Hartha községekkel határos.

## Népesség
A település népességének változása:
| Lakosok száma | 4229 | 4156 | 4130 | 4158 | 4166 |
|               | 2017 | 2019 | 2021 | 2022 | 2023 |